# Hans Richter-Haaser
Hans Richter-Haaser (* 6. Januar 1912 in Dresden; † 13. Dezember 1980 in Braunschweig) war ein deutscher Pianist.

## Leben
Hans Ernst Max Richter-Haaser wuchs in Dresden auf; er stammte aus einem musikliebenden Elternhaus. Sein Vater Heinrich Ernst Richter war Kunsttischler, seine Mutter Louise Richter-Haaser erteilte ihm ersten Klavierunterricht. Von 1925 bis 1932 besuchte er die Dresdener Musik-Schule: neben seinem Hauptinstrument Klavier, sein Lehrer war der Musikpädagoge Hans Schneider (1886–1947), studierte er dort Komposition, Dirigieren, Schlagzeug und Violine. Bereits mit 16 Jahren, anlässlich des Franz-Schubert-Gedenkjahres 1928, trat er erstmals öffentlich mit dessen Wanderer-Fantasie auf. Zwei Jahre später, im Oktober 1930, setzte er sich unter 120 Bewerbern durch und gewann anlässlich einer Tagung des Reichsverbandes deutscher Tonkünstler und Musiklehrer einen Bechstein-Flügel.
1932, beim Abgang von der Dresdener Musik-Schule, wurde ihm die höchste Auszeichnung des Instituts, das „Preiszeugnis“ verliehen.
Bis 1939 war er freischaffend als Pianist, Dirigent und Komponist tätig. Von 1939 bis 1945 Teilnahme am 2. Weltkrieg, anschließend französische Kriegsgefangenschaft.
1945 (oder 1946) bis 1947 arbeitete Richter-Haaser als Chefdirigent des Städtischen Orchesters Detmold. An der 1946 gegründeten Nordwestdeutschen Musikakademie, der heutigen Hochschule für Musik Detmold, erhielt er 1947 einen Lehrauftrag für Klavier und Kammermusik, der 1955 in eine Professur mit Meisterklasse für Klavier umgewandelt wurde.
1963 gab er dieses Amt jedoch auf, um sich mit aller Intensität seiner internationalen Konzerttätigkeit (Tourneen in alle Kontinente) als Pianist widmen zu können. Bereits ab 1948 machte er zahlreiche Schallplattenaufnahmen, mit dem Cellisten Ludwig Hoelscher bildete er in den 1950er Jahren ein erfolgreiches Kammermusik-Duo.
Vor allem als Interpret der Werke von Beethoven, Schumann und Brahms machte sich Hans Richter-Haaser weltweit einen Namen. Die fünf Klavierkonzerte von Beethoven spielte er gerne im Zyklus an zwei aufeinander folgenden Aufführungsabenden (zuletzt im April 1980 mit den Berliner Sinfonikern im damaligen Ostteil Berlins).
Während der Generalprobe zu einem Sinfoniekonzert in der Stadthalle Braunschweig brach er beim zweiten Satz des 2. Klavierkonzertes B-Dur von Johannes Brahms am Flügel zusammen und erlag im Krankenhaus einer Lungenembolie, kurz vor Vollendung seines 69. Lebensjahres.
Richter-Haaser lebte zuletzt in Bielefeld. Er war ab 1934 mit Elly, geborene Sonntag verheiratet, das Paar hatte drei Töchter: Inge (* 1935), Pia (* 1940) und Jutta (* 1947). Jutta Richter-Haaser wurde Schauspielerin. Nach dem Tod seiner ersten Frau heiratete er 1979 Elfriede Paetz.

## Kompositionen
Richter-Haasers Kompositionen sind der spätromantischen Tonsprache verpflichtet und entstanden größtenteils in den 1930er und 1940er Jahren.
- Plumps und Schlumps: ein Märchenspiel in 5 Bildern von Hannes Döbbelin, Uraufführung Dresden 1941 (Haessel, Leipzig [1942])
- Sinfonie c-Moll
- Kleines Konzert in c-Moll für Streichorchester (Eulenburg, Leipzig 1936)
- Konzert in A für Flöte, Streicher und 2 Hörner (1936? / 1946?)
- 1. Klavierkonzert d-Moll op. 28 (1935, verlegt bei Eulenburg, Leipzig 1936)
- 2. Klavierkonzert (1950)
- Streichquartett (1942)
- kleinere Klavierwerke, u. a.
  - Eine weihnachtliche Musik für Klavier (Zientner, Augsburg [1931])
  - Sonatine für Klavier (Hinnenthal, Bielefeld 1948)
- Chöre
- Lieder

## Ehrungen
- 1969: Verdienstkreuz 1. Klasse der Bundesrepublik Deutschland

## Diskografie

### Ludwig van Beethoven
Klavierkonzert Nr. 3 c-Moll, op. 37
- mit dem Philharmonia Orchestra London, Ltg. Carlo Maria Giulini. (Columbia. April 1963, London,  Abbey Road Studio No. 1, Stereo)

Klavierkonzert Nr. 4 G-Dur, op. 58
- mit dem Philharmonia Orchestra London, Ltg. István Kertész. (Columbia. Juli 1960, London, Abbey Road Studio No. 1, Stereo)
- mit dem Chicago Symphony Orchestra, Ltg. Hans Schmidt-Isserstedt. (Rundfunkmitschnitt. Chicago, 3. Februar 1966, Mono)[2].
- mit der  Nordwestdeutschen Philharmonie, Ltg. Erich Bergel (live, Neue Aula der Nordwestdeutschen Musikakademie Detmold, 11. Dezember 1973. Genuin classics 2021, Stereo)
- mit dem Rundfunk-Sinfonieorchester Leipzig, Ltg. Herbert Kegel (live Kongresshalle Leipzig, 6. Juni 1978. CD Weitblick 2007, Stereo)

Klavierkonzert Nr. 5 Es-Dur, op. 73
- mit dem Philharmonia Orchestra London, Ltg. István Kertész (Columbia. Juli 1960, London, Abbey Road Studio Nr. 1, Stereo)
- mit der Staatskapelle Berlin, Ltg. René Leibowitz. (Rundfunkmitschnitt. Berlin, Staatsoper unter den Linden, 16. Mai 1970, Mono)[3]
- mit dem  Rundfunk-Sinfonieorchester Leipzig, Ltg. Herbert Kegel (live Kongresshalle Leipzig, 11. Mai 1971. CD Weitblick 2007, Stereo)
- mit dem  Dänischen Radio-Sinfonieorchester, Ltg. Kurt Sanderling. (live Radio Concert Hall, Kopenhagen, Oktober 1980. CD KONTRAPUNKT (DK), 1989, Stereo)

 Fantasie für Klavier, Chor und Orchester in c-Moll op. 80 ‚’Chorfantasie’’ 
- mit Teresa Stich-Randall, Judith Hellwig, Hilde Rössel-Majdan, Anton Dermota, Erich Majkut und Paul Schöffler. Chor der Wiener Staatsoper, Wiener Symphoniker, Ltg. Karl Böhm (Philips. Juni 1957, Wien, Mono)
- mit Käthe Graus, Hilde Tonndorf (Sopran), Eva Bornemann, Maria Plümacher (Alt), Peter Witsch, André Peysang (Tenor), Arno Reinhardt (Bass),   Kölner Rundfunk-Sinfonieorchester, Kölner Rundfunkchor, Ltg. Wolfgang Sawallisch. (Westdeutscher Rundfunk Köln, live. 18. Januar 1960, Mono)

Klaviersonate Nr. 1 f-Moll, op. 2 Nr. 1 
- (Columbia. Mai 1964, London, Abbey Road Studio Nr. 1, Stereo)

Klaviersonate Nr. 2 A-Dur, op. 2 Nr. 2
- (Columbia. Mai und Juni 1964, London, Abbey Road Studio Nr. 1, Stereo)

Klaviersonate Nr. 3 C-Dur, op. 2 Nr. 3 
- (Columbia. Mai 1963. London, Abbey Road Studio Nr. 1, Stereo)

Klaviersonate Nr. 8 c-Moll, op. 13 „Pathétique“ 
- (Philips. November 1955. Amsterdam, Concertgebouw, Mono)

Klaviersonate Nr. 14 cis-Moll, op. 27 Nr. 2 „Mondschein“ 
- (Philips. November 1955, Amsterdam, Concertgebouw, Mono)

Klaviersonate Nr. 16 G-Dur, op. 31 Nr. 1 
- (7. Oktober 1959 Hessischer Rundfunk, Studio-Aufnahme, mono; CD Meloclassic, 2014)
- (Columbia. Dezember 1962 und Mai 1963, London, Abbey Road Studio Nr. 1, Stereo)

Klaviersonate Nr. 17 d-Moll, op. 31 Nr. 2 „Sturm“ 
- (Columbia. Juni 1959, London, Abbey Road Studio Nr. 1, Stereo)

Klaviersonate Nr. 18 Es-Dur, op. 31 Nr. 3 
- (Columbia. Mai 1963, London, Abbey Road Studio Nr. 1, Stereo)
- daraus: Presto (live, Neue Aula der Nordwestdeutschen Musikakademie Detmold, 11. Mai 1976. Genuin classics 2021, Stereo)

Klaviersonate Nr. 21 C-Dur, op. 53 „Waldstein“ 
- (Philips. März 1956, Amsterdam, Concertgebouw, Mono)
- (Columbia unveröffentlicht. Dezember 1956 und Mai 1957)

Klaviersonate Nr. 22 F-Dur, op. 54 
- (Columbia. Mai 1963, London, Abbey Road Studio Nr. 1, Stereo)

Klaviersonate Nr. 23 f-Moll, op. 57 „Appassionata“ 
- (Philips. November 1955, Amsterdam, Concertgebouw, Mono)

Klaviersonate Nr. 24 Fis-Dur, op. 78 
- (Philips. Mai/Juni 1958, Amsterdam, Bachzaal, Mono)
- (live, Neue Aula der Nordwestdeutschen Musikakademie Detmold, 11. Mai 1976. Genuin classics 2021, Stereo)

Klaviersonate Nr. 25 G-Dur, op. 79 
- (live, Neue Aula der Nordwestdeutschen Musikakademie Detmold, 11. Mai 1976. Genuin classics 2021, Stereo)

Klaviersonate Nr. 26 Es-Dur, op. 81a „Les Adieux“ 
- (Columbia. Mai 1963. London, Abbey Road Studio Nr. 1, Stereo)

Klaviersonate Nr. 27 e-Moll, op. 90 
- (Columbia. September 1960, London, Abbey Road Studio Nr. 1, Stereo)

Klaviersonate Nr. 28 A-Dur, op. 101 
- (Philips. März 1956. Amsterdam, Concertgebouw, Mono)

Klaviersonate Nr. 29 B-Dur, op. 106 „Hammerklavier“ 
- (Columbia. Juli 1960, London, Abbey Road Studio Nr. 1, Stereo)

Klaviersonate Nr. 30 E-Dur, op. 109 
- (Columbia. Juni 1959, London, Abbey Road Studio Nr. 1, Stereo)

Klaviersonate Nr. 31 As-Dur, op. 110 
- (Columbia. April 1959, London, Abbey Road Studio Nr. 1, Stereo)

Klaviersonate Nr. 32 c-Moll, op. 111 
- (Columbia. April 1959, London, Abbey Road Studio Nr. 1, Stereo)

Bagatelle a-Moll, WoO 59 „Für Elise“
- (Philips. Mai/Juni 1958, Amsterdam, Bachzaal, Mono)

Fantasia für Klavier g-Moll, op. 77 
- (Columbia. Mai, Juni und Dezember 1964, London, Abbey Road Studio Nr. 1/Nr. 3, Stereo)
- (live, Neue Aula der Nordwestdeutschen Musikakademie Detmold, 11. Mai 1976. Genuin classics 2021, Stereo)

Rondo C-Dur, op. 51 Nr. 1 
- (Columbia. Juli 1960, London, Abbey Road Studio Nr. 1, Stereo)

Rondo G-Dur, op. 51 Nr. 2 
- (Columbia Juli 1960, London, Abbey Road Studio Nr. 1, Stereo)

Diabelli-Variationen, op. 120 
- (Columbia. November 1963, London, Abbey Road Studio Nr. 1, Stereo)

Sonate für Violine und Klavier Nr. 8 G-Dur, op. 30 Nr. 3 
- mit Henryk Szeryng (Aufnahmedatum unbekannt, unveröffentlicht)

Sonate für Violine und Klavier Nr. 9 A-Dur, op. 47 „Kreutzersonate“ 
- mit Henryk Szeryng (Westdeutscher Rundfunk Köln. 25. Juni 1956. Jube Classic NML 1279, 2014)

Sonate für Violoncello und Klavier Nr.1 F-Dur, op. 5 Nr. 1 
- mit Ludwig Hoelscher (live, Ludwigsburger Schlosskonzert vom 6. Dezember 1958, Ordenssaal des  Schlosses Ludwigsburg, Bayer Records (BR 200 038/39), Hoelscher Edition 8, Mono)

Sonate für Violoncello und Klavier Nr.2 g-Moll op.5,2 
- mit Ludwig Hoelscher (live, Ludwigsburger Schlosskonzert vom 6. Oktober 1951, Ordenssaal des  Schlosses Ludwigsburg, Bayer Records (BR 200 038/39), Hoelscher Edition 8, Mono)

### Johannes Brahms
Klavierkonzert Nr. 1 d-Moll, op. 15 
- mit dem  Los Angeles Philharmonic Orchestra, Ltg. Hans Schmidt-Isserstedt (live, Hollywood Bowl, 30. Juli 1963, Mono[4])
- mit dem  Dänischen Radio-Sinfonieorchester, Ltg. Kurt Sanderling. (live, Radio Concert Hall, Kopenhagen, März 1979. CD KONTRAPUNKT (DK), 1989, Stereo)

Klavierkonzert Nr. 2, B-Dur, op. 83
- Mit den Berliner Philharmonikern, Ltg. Herbert von Karajan (Columbia. November/Dezember 1958, Berlin, Grunewaldkirche, Stereo)

Walzer As-Dur op. 39 Nr. 15
- (Philips. Mai/Juni 1958, Amsterdam, Bachzaal, Mono)

16 Walzer op. 3 
- (LP Tudor, 1978, Stereo)

Rhapsodie h-Moll, op. 79 Nr. 1 
- (LP Tudor, 1978, Stereo)

Rhapsodie g-Moll, op. 79 Nr. 2 
- (LP Tudor, 1978, Stereo)

3 Intermezzi op. 117 
- (LP Tudor, 1978, Stereo)

Horntrio Es-Dur, op. 40 
- mit Heribert Lauer / Violine und Gunther Schlund / Horn. (LP EX LIBRIS, 1977, Stereo)

Klarinettentrio a-Moll, op. 114 
- mit Hans Rudolf Stalder / Klarinette und Esther Nyffenegger / Violoncello. (LP EX LIBRIS, 1977, Stereo)

Sonate für Violine und Klavier Nr. 1 G-Dur, op. 78 
- mit Henryk Szeryng (3. Juli 1957, Hamburg. Jube Classic NML 1279, 2014)

Sonate für Violoncello und Klavier Nr. 1 e-Moll, op. 38
- mit Ludwig Hoelscher / Violoncello. (Deutsche Grammophon LP 18178. Dezember 1953, Hannover, Beethovensaal, Mono)

### Frédéric Chopin
Klavierkonzert Nr. 1 e-Moll, op. 11 
- mit dem  Südwestfunk-Orchester Baden-Baden, Ltg. Hans Rosbaud. (SWR Classic. 28. April 1961. Studioaufnahme, Mono)

Mazurka H-Dur, op. 7 Nr. 1
- (Philips. Mai/Juni 1958, Amsterdam, Bachzaal, Mono)

### Antonín Dvořák
Adagio Des-Dur / Rondo g-Moll op. 94
- mit Ludwig Hoelscher (live, Ludwigsburger Schlosskonzert vom 6. Dezember 1958, Ordenssaal des  Schlosses Ludwigsburg. Bayer Records (BR 200 038/39), Hoelscher Edition 8, Mono)

### Girolamo Frescobaldi
Toccata für Violoncello und Bc. arr. Gaspar Cassadó
- mit Ludwig Hoelscher (Deutsche Grammophon, unveröffentlicht. Mai 1948, München, Deutsches Museum, Mono)
- mit Ludwig Hoelscher (live, Ludwigsburger Schlosskonzert vom 6. Oktober 1951, Ordenssaal des  Schlosses Ludwigsburg. Bayer Records (BR 200 038/39), Hoelscher Edition 8, Mono)

### Edvard Grieg
Klavierkonzert a-Moll, op. 16 
- mit den Wiener Symphonikern, Ltg. Rudolf Moralt. (Philips. Januar 1958, Wien, Musikverein, Stereo)

Entschwundene Tage op. 57, Nr. 1
- (Philips. Mai/Juni 1958, Amsterdam, Bachzaal, Mono)

Hochzeitstag auf Troldhaugen op. 65 Nr. 6
- (Philips. Mai/Juni 1958, Amsterdam, Bachzaal, Mono)

Sonate für Violoncello und Klavier a-Moll, op. 36 
- mit Ludwig Hoelscher / Violoncello. (Deutsche Grammophon LP 16097. Mai 1953, Hannover, Beethovensaal, Mono)

### Joseph Haydn
Klaviersonate Nr. 59 Es-Dur, Hob XVI:49 
- (Hessischer Rundfunk, Studio-Aufnahme. 7. Oktober 1959, Mono. CD Meloclassic, 2014)

### Paul Hindemith
Sonate für Violoncello und Klavier op. 11,3 
- mit Ludwig Hoelscher (live, Ludwigsburger Schlosskonzert vom 6. Dezember 1958, Ordenssaal des  Schlosses Ludwigsburg, Bayer Records (BR 200 038/39), Hoelscher Edition 8, Mono)

### Franz Liszt
Liebestraum Nr. 3 S. 541
- (Philips. Mai/Juni 1958, Amsterdam, Bachzaal, Mono)

### Felix Mendelssohn Bartholdy
Frühlingslied op. 62 Nr. 6
- (Philips. Mai/Juni 1958, Amsterdam, Bachzaal, Mono)

Sonate für Violoncello und Klavier Nr. 2 D-Dur op. 58 
- mit Ludwig Hoelscher (live, Ludwigsburger Schlosskonzert vom 6. Dezember 1958, Ordenssaal des  Schlosses Ludwigsburg, Bayer Records (BR 200 038/39), Hoelscher Edition 8, Mono)

### Wolfgang Amadeus Mozart
Klavierkonzert Nr. 17 G-Dur KV 453 
- mit dem Philharmonia Orchestra London, Ltg. István Kertész (Columbia. April 1961, London, Abbey Road Studio No. 1, Stereo)

Klavierkonzert Nr. 26 D-Dur KV 537 „Krönungskonzert“ 
- mit dem Philharmonia Orchestra London, Ltg. István Kertész (Columbia. April 1961, London, Abbey Road Studio Nr. 1, Stereo)

Klavierkonzert Nr. 27 B-Dur KV 595 
- mit dem Sinfonieorchester des Norddeutschen Rundfunks, Ltg. Erich Leinsdorf (Rundfunkaufnahme Hamburg, 7. Dezember 1970)

Klaviersonate Nr. 6 D-Dur KV 284 
- (Hessischer Rundfunk, Studio-Aufnahme. 30. Dezember 1950, Mono. CD Meloclassic, 2014)

Klaviersonate Nr. 15 F-Dur KV 533 
- (Hessischer Rundfunk, Studio-Aufnahme. 30. Dezember 1950, Mono. CD Meloclassic, 2014)

Sonate für Violine und Klavier Nr. 25 F-Dur KV 377 
- mit Henryk Szeryng. (1956, Hamburg. Jube Classic NML 1280, 2013)

Sonate für Violine und Klavier Nr. 35 A-Dur KV 526 
- mit Henryk Szeryng (1956, Hamburg. Jube Classic NML 1280, 2013)

### Modest Mussorgski
Bilder einer Ausstellung 
- (live, Neue Aula der Nordwestdeutschen Musikakademie Detmold, 11. Mai 1976. Genuin classics 2021, Stereo)

### Hans Pfitzner
Sonate für Violoncello und Klavier fis-Moll, op. 1 
- mit Ludwig Hoelscher (live, Ludwigsburger Schlosskonzert vom 6. Oktober 1951, Ordenssaal des Schlosses Ludwigsburg Schlosses Ludwigsburg. Bayer Records (BR 200 038/39), Hoelscher Edition 8, Mono)

### Franz Schubert
Klaviersonate Nr. 14 a-Moll D 784 
- (Columbia. Dezember 1964 und April 1965. London, Abbey Road Studio Nr. 3, Stereo)

Klaviersonate Nr. 19 c-Moll D 958 
- (Columbia. Juni/Dezember 1964, London, Abbey Road Studio Nr. 3, Stereo)

Walzer As-Dur op. 9 Nr. 2 D 365 
- (Philips. Mai/Juni 1958, Amsterdam, Bachzaal, Mono)

Marsch E-dur, D 606 
- (live, Neue Aula der Nordwestdeutschen Musikakademie Detmold, 11. Mai 1976. Genuin classics 2021, Stereo)

Forellenquintett op. posth. 144 D 667 
- mit dem Kammerensemble Zürich. (LP Ex Libris. 1974, Zürich-Altstetten, Kirche, Stereo)

### Robert Schumann
Klavierkonzert a-Moll, op. 54 
- mit den  Wiener Symphonikern, Ltg. Rudolf Moralt (Philips. Januar 1958. Wien, Musikverein, Stereo)

Faschingsschwank aus Wien, op. 66 
- daraus: Intermezzo (live, Neue Aula der Nordwestdeutschen Musikakademie Detmold, 11. Mai 1976. Genuin classics 2021, Stereo)

### Richard Strauss
Sonate für Violoncello und Klavier F-Dur, op. 6
- mit Ludwig Hoelscher (Deutsche Grammophon LP 18178. Dezember 1953, Hannover, Beethovensaal, Mono)

### Tomaso Antonio Vitali
Chaconne g-Moll
- mit Ludwig Hoelscher (Deutsche Grammophon unveröffentlicht. Mai 1948, München, Deutsches Museum, Mono)

### Hugo Wolf
Anakreons Grab (arr. für Violoncello und Klavier)
- mit Ludwig Hoelscher (Deutsche Grammophon unveröffentlicht. Mai 1948, München, Deutsches Museum, Mono)